# 新庄镇 (宁县)
新庄镇，是中华人民共和国甘肃省庆阳市宁县下辖的一个乡镇级行政单位。

## 行政区划
新庄镇下辖以下地区：
庆新社区、米家沟村、沟圈村、马家村、颉家村、新华村、白店村、丁任村、郧家村、桥子村、咀头赵村、下肖村、高马村、东北门村、西南门村、兴户村、安任村、坳王村、店头赵村、东剡村、牛吴村、方尚村、山王村、雨落坪村和西头赵村。